# Dwór Mieroszewskich w Sosnowcu
Dwór (pałac) Mieroszewskich w sosnowieckiej dzielnicy Zagórze został wzniesiony ok. 1840 roku przez hrabiego Józefa Mieroszewskiego, w miejsce drewnianego dworu modrzewiowego, na szczycie wzniesienia zagórskiego. Jest to jeden z dwóch pałaców, które były w tym miejscu usytuowane. W zachowanym w postaci szczątkowej parku, o powierzchni 2,5 ha, obecnie znajduje się sosnowiecki szpital miejski. Wśród drzew porastających teren można spotkać pomniki przyrody.
Początkowo był to parterowy, murowany dworek, kryty naczółkowym dachem z facjatką na osi i balkonikiem. Do budowy konstrukcji budynku, szczególnie rusztowania dachowego, użyto belek z rozebranego dworku drewnianego.
W 1876 roku, w trakcie przebudowy podwyższono cały budynek o piętro, a elewację frontową uzupełniono dwoma szczytami. Na początku lat 70. XX w., przed umieszczeniem w nim Pracowni Konserwacji Zabytków, została usunięta przybudówka od strony wschodniej, przez co bryła pałacu uzyskała symetrię. Obecnie ten klasycyzujący budynek jest pięcioosiowy, z trzyosiowym ryzalitem środkowym. Od strony północnej (frontowej), na osi, znajduje się ganek z dwiema kolumnami podtrzymującymi masywny balkon. Całość kryta jest czterospadowym dachem, przechodzącym od strony północnej w dwa szczyty. Od lat 70. XX wieku do 2023 r. w dworze znajdowała się Pracownia Konserwacji Dzieł Sztuki.